# Descurainia kochii
Descurainia kochii là một loài thực vật có hoa trong họ Cải. Loài này được (Asch.) O.E.Schulz mô tả khoa học đầu tiên năm 1924.